# Кольбулак
Кольбула́к (каз. Көлбұлақ) — село у складі Щербактинського району Павлодарської області Казахстану. Входить до складу Жилибулацького сільського округу.
Населення — 111 осіб (2021; 132 у 2009, 129 у 1999, 102 у 1989).
Національний склад станом на 1989 рік:
- казахи — 100 %

В радянські часи село називалось також Алга.